# Poul Popiel
Poul Peter Popiel (né le 28 février 1943 à Sollested, au Danemark) est un joueur professionnel danois de hockey sur glace danois. Il a aussi la nationalité canadienne. Il est le frère de Jan Popiel.

## Carrière de joueur
Joueur d'origine danoise, il joua son hockey junior au Canada où ses parents avaient émigrés. Il joua alors pour diverses équipes juniors ontariennes à St. Catharines. Au terme da la saison 1962-1963, il se joignit aux Bisons de Buffalo de la Ligue américaine de hockey. Il joua quelques saisons dans les ligues mineures sans toutefois percer l'alignement des Blackhawks de Chicago qui possédait les droits du joueur pour la Ligue nationale de hockey. Au cours de ce séjour dans les mineures, il remporta le trophée Ken-McKenzie en 1964.
Ces mêmes droits furent cédés aux Bruins de Boston en 1965 et il y fut des débuts modestes lors de la saison 1965-1966. Un peu plus tard, il changea à nouveau d'équipe lors de l'expansion de la LNH en 1967. Il se joignit alors aux Kings de Los Angeles avec lesquels il ne joua que quatre parties.
Il fallut attendre la saison 1968-1969 avant de le voir jouer une saison complète dans la LNH. Il récolta alors 15 points en 62 parties avec les Red Wings de Détroit. Après une autre saison dans l'organisation du Michigan, il se joignit aux Canucks de Vancouver où il évolua deux autres saisons. En 1972, il se joint aux rangs d'une toute nouvelle ligue de hockey, l'Association mondiale de hockey, s'alignant pour les Aeros de Houston.
Avec ce club, il y connut ses meilleurs saisons de hockey entre 1972 et 1978. Du côté individuel, il se tailla une place à deux reprises dans la deuxième équipe d'étoiles en plus d'aider son équipe à remporter la Coupe AVCO également à deux reprises. En 1978-1979, il alla jouer une saison dans le championnat autrichien avant de revenir jouer en Amérique du Nord lors de la saison 1979-1980. Lors de cette saison, il ne joua que 10 parties avec les Oilers d'Edmonton étant relégué au club-école dans la Ligue centrale de hockey lors de la majorité de la saison.
Après une saison de repos, il revint à la compétition en 1981-1982 en tant que joueur-entraîneur avec les Mohawks de Muskegon. Il débuta la saison comme adjoint à l'entraîneur-chef avant de le remplacer en cours de saison.

## Statistiques
Pour les significations des abréviations, voir Statistiques du hockey sur glace.
| Saison     | Équipe                         | Ligue      |     | Saison régulière | Saison régulière | Saison régulière | Saison régulière | Saison régulière |   | Séries éliminatoires | Séries éliminatoires | Séries éliminatoires | Séries éliminatoires | Séries éliminatoires |
| Saison     | Équipe                         | Ligue      | PJ  | B                | A                | Pts              | Pun              | PJ               | B | A                    | Pts                  | Pun                  |                      |                      |
| 1960-1961  | Teepees de Saint Catharines    | OHA-Jr.    | 38  | 2                | 9                | 11               | 74               | 3                | 0 | 1                    | 1                    | 2                    |                      |                      |
| 1961-1962  | Teepees de Saint Catharines    | OHA-Jr.    | 49  | 3                | 16               | 19               | 128              | 6                | 0 | 0                    | 0                    | 11                   |                      |                      |
| 1962-1963  | Blackhawks de Saint Catharines | OHA-Jr.    | 50  | 11               | 34               | 45               | 131              | -                | - | -                    | -                    | -                    |                      |                      |
| 1962-1963  | Bisons de Buffalo              | LAH        | 2   | 0                | 1                | 1                | 2                | -                | - | -                    | -                    | -                    |                      |                      |
| 1963-1964  | Braves de Saint-Louis          | CPHL       | 54  | 9                | 14               | 23               | 78               | 6                | 0 | 1                    | 1                    | 17                   |                      |                      |
| 1963-1964  | Bisons de Buffalo              | LAH        | 4   | 0                | 0                | 0                | 4                | -                | - | -                    | -                    | -                    |                      |                      |
| 1964-1965  | Bisons de Buffalo              | LAH        | 48  | 7                | 12               | 19               | 76               | 9                | 0 | 1                    | 1                    | 29                   |                      |                      |
| 1965-1966  | Bears de Hershey               | LAH        | 63  | 6                | 26               | 32               | 101              | 3                | 0 | 0                    | 0                    | 2                    |                      |                      |
| 1965-1966  | Bruins de Boston               | LNH        | 3   | 0                | 1                | 1                | 2                | -                | - | -                    | -                    | -                    |                      |                      |
| 1966-1967  | Bears de Hershey               | LAH        | 63  | 5                | 27               | 32               | 134              | 5                | 1 | 0                    | 1                    | 10                   |                      |                      |
| 1967-1968  | Kings de Springfield           | LAH        | 72  | 8                | 27               | 35               | 180              | 4                | 0 | 0                    | 0                    | 4                    |                      |                      |
| 1967-1968  | Kings de Los Angeles           | LNH        | 1   | 0                | 0                | 0                | 0                | 3                | 1 | 0                    | 1                    | 4                    |                      |                      |
| 1968-1969  | Kings de Springfield           | LAH        | 13  | 0                | 10               | 10               | 19               | -                | - | -                    | -                    | -                    |                      |                      |
| 1968-1969  | Red Wings de Détroit           | LNH        | 62  | 2                | 13               | 15               | 82               | -                | - | -                    | -                    | -                    |                      |                      |
| 1969-1970  | Barons de Cleveland            | LAH        | 22  | 3                | 15               | 18               | 14               | -                | - | -                    | -                    | -                    |                      |                      |
| 1969-1970  | Red Wings de Détroit           | LNH        | 32  | 0                | 4                | 4                | 31               | 1                | 0 | 0                    | 0                    | 0                    |                      |                      |
| 1970-1971  | Canucks de Vancouver           | LNH        | 78  | 10               | 22               | 32               | 61               | -                | - | -                    | -                    | -                    |                      |                      |
| 1971-1972  | Americans de Rochester         | LAH        | 12  | 7                | 4                | 11               | 10               | -                | - | -                    | -                    | -                    |                      |                      |
| 1971-1972  | Canucks de Vancouver           | LNH        | 38  | 1                | 1                | 2                | 36               | -                | - | -                    | -                    | -                    |                      |                      |
| 1972-1973  | Aeros de Houston               | AMH        | 73  | 16               | 48               | 64               | 158              | 10               | 2 | 9                    | 11                   | 23                   |                      |                      |
| 1973-1974  | Aeros de Houston               | AMH        | 78  | 7                | 41               | 48               | 126              | 14               | 1 | 14                   | 15                   | 22                   |                      |                      |
| 1974-1975  | Aeros de Houston               | AMH        | 78  | 11               | 53               | 64               | 123              | 13               | 1 | 10                   | 11                   | 34                   |                      |                      |
| 1975-1976  | Aeros de Houston               | AMH        | 78  | 10               | 36               | 46               | 71               | 17               | 3 | 5                    | 8                    | 16                   |                      |                      |
| 1976-1977  | Aeros de Houston               | AMH        | 80  | 12               | 56               | 68               | 87               | 11               | 0 | 7                    | 7                    | 10                   |                      |                      |
| 1977-1978  | Aeros de Houston               | AMH        | 80  | 6                | 31               | 37               | 53               | 6                | 0 | 2                    | 2                    | 13                   |                      |                      |
| 1978-1979  | Innsbrucker EV                 | ÖEL        | 34  | 6                | 28               | 34               | 99               | -                | - | -                    | -                    | -                    |                      |                      |
| 1979-1980  | Apollos de Houston             | LCH        | 57  | 2                | 27               | 29               | 28               | 6                | 0 | 1                    | 1                    | 10                   |                      |                      |
| 1978-1979  | Oilers d'Edmonton              | LNH        | 10  | 0                | 0                | 0                | 0                | -                | - | -                    | -                    | -                    |                      |                      |
| 1981-1982  | Mohawks de Muskegon            | LIH        | 12  | 0                | 4                | 4                | 10               | -                | - | -                    | -                    | -                    |                      |                      |
| Totaux AMH | Totaux AMH                     | Totaux AMH | 467 | 62               | 265              | 327              | 618              | 71               | 7 | 47                   | 54                   | 118                  |                      |                      |
| Totaux LNH | Totaux LNH                     | Totaux LNH | 224 | 13               | 41               | 54               | 212              | 4                | 1 | 0                    | 1                    | 4                    |                      |                      |

## Trophées et honneurs personnels
- Central Professional Hockey League
  - 1964 : remporte le trophée Ken-McKenzie remis à la recrue de l'année (covainqueur avec Garry Peters)
- Association mondiale de hockey
  - 1974 et 1975 : remporte la Trophée mondial Avco avec les Aeros de Houston
  - 1975 et 1977 : nommé dans la 2e équipe d'étoiles